# Kokoro
Kokoro fou una població de Guinea, prop de la qual hi havia el pas d'un riu anomenat gué de Kokoro, situada al sud de Niagassola.
A principis de l'hivern de 1885, després de combatre els francesos al sud de Niagassola, Samori Turé va retirar-se a Faraoulia, prop del Siéké a la comarca de Bidiga, deixant una guarnició a Kokoro i al seu germà Malinkamory estacionat a Gale, mentre l'altre germà Fabou Ibrahima va tornar al país manding de Kangaba.
El 1887 Joseph Gallieni, que volia establir un fort a Siguiri, va dirigir una columna fins al riu Níger per ocupar els gués de la rodalia de Siguiri i perseguir a les bandes de sofes que poguessin presentar-se i protegir la brigada telegràfica que havia d'assegurar les comunicacions. La columna va seguir i va creuar el Kokoro per un pont penjat iniciativa del tinent Kerraoul. Després de trobar diversos marigots que foren creuats amb dificultat passant per Bougourou, Sétiguia i Balato, va arribar a Siguiri el 23 de gener de 1888.